# Chlorochaeta attenuata
Chlorochaeta attenuata là một loài bướm đêm trong họ Geometridae.